# 那須資胤
那須 資胤（なす すけたね）は、下野国の戦国大名。那須氏20代当主。

## 生涯
那須氏18代当主・那須政資の次男として誕生した。森田氏を継いだが、異母兄で19代当主の高資と対立し、一時逐電する。しかし、天文20年（1551年）、高資が芳賀高定の調略により千本資俊に殺害されると、帰参して家督を継いだ。
当初は常陸国の佐竹氏と組み、結城氏や蘆名氏と戦っていたが、弘治元年（1555年）に北条氏康・足利義氏と手を結んだ。
永禄3年（1560年）、佐竹義昭が結城晴綱と争うと蘆名盛氏が晴綱を、資胤は義昭を支援した。3月26日の小田倉の戦いで、資胤は自身が負傷する程の苦戦を強いられ、その際に家臣の大関高増・大田原綱清兄弟を叱責し責任を追及したのを機に、大関氏・大田原氏らとの対立が表面化。資胤は同年5月15日、大関高増の家臣・松本通勝に働きかけ高増の暗殺を謀るも、高増が佐竹義昭と通じ自分を討とうとするのを知ると、興野義重に備えさせた。高増は資胤を排斥するため、佐竹義重の弟・義尚（那須資綱）の擁立を画策する。以後、佐竹義重の援軍を得た高増と永禄6年（1563年）から永禄10年（1567年）まで戦いを繰り返し、烏山城下まで侵攻された事もあったが、いずれも撃退した。永祿9年（1566年）8月24日には、大関高増を支援した佐竹義重の家臣・佐竹義堅と下野神長で戦い大勝している。永禄11年（1568年）、高増・綱清兄弟は、資胤の隠居を条件に和睦した。
元亀元年（1570年）、佐竹義重が下野大山田城を攻め落とすが、元亀3年（1572年）には佐竹氏とも和睦した。この際に資胤の娘と当時3歳の佐竹義宣の婚約を成立させ、武茂地方と茂木地方を佐竹氏に割譲し、那須領に佐竹氏の所領を許す形となった。
天正2年（1574年）には、白河義親の陸奥赤館城を巡って義親と佐竹義重が争った際、蘆名盛氏らと共に義親に助勢する。天正6年（1578年）には、佐竹氏を中心に宇都宮氏・結城氏・江戸氏・大掾氏と常陸小川台（現在の茨城県筑西市）で盟約を結び、後北条氏に対抗した。
死去の年については天正14年（1586年）説もある。